# شماره استاندارد بین‌المللی کتاب
شمارهٔ استاندارد بین‌المللی کتاب یا شابک شماره‌ای متشکل از ۱۰ یا ۱۳ رقم است که به کتاب‌های منتشرشده منسوب می‌شود و هر شماره منحصر به یک کتاب (یا یک نگارش یا نوع مشخص از آن کتاب) است، اما تجدید چاپ کتاب باعث تغییر شابک نمی‌شود. شابک را در زبان‌هایی که از خط لاتین استفاده می‌کنند با سرواژهٔ ISBN (مخفف عبارت انگلیسی International Standard Book Number) نشان می‌دهند.
در سال ۱۹۶۶ استانداردی دیگر به نام شماره‌گذاری استاندارد کتاب یا اس‌بی‌ان (به انگلیسی: SBN، مخفف Standard Book Numbering) برای این منظور ایجاد شد. در سال ۱۹۶۷ استاندارد شابک برای نخستین بار به صورت ده رقمی مطرح شد و نهایتاً در سال ۱۹۷۰ توسط سازمان بین‌المللی استانداردسازی (ایزو) به عنوان استاندارد ایزو ۲۱۰۸ در سال ۱۹۷۰ به چاپ رسید. از آن زمان تا پایان سال ۲۰۰۶ شابک‌ها ده‌رقمی بودند. از سال ۲۰۰۷ برای آن که تعداد بیشتری کتاب را بتوان شماره‌گذاری کرد، شابک سیزده‌رقمی شده است.

### گواهی بین‌المللی انتشار کتاب
گواهی بین‌المللی نشر کتاب در اصل توسط سازمان یا نهاد بین‌المللی صادر می‌شود که متولی و تولیدکننده کد شابک است. این گواهی یک سرتیفیکیت آنلاین است و اصالت آن به راحتی با استفاده از شماره گواهی موجود در آن به صورت آنلاین قابل تأیید است.
مهم است که شماره شابک، که در تمام کتاب‌ها وجود دارد، با گواهی بین‌المللی نشر کتاب اشتباه گرفته نشود. در حالی که تمام کتاب‌ها باید شابک داشته باشند، گواهی‌های بین‌المللی کتاب برای هر کتابی قابل دریافت نیستند.
گواهی بین‌المللی نشر کتاب برای چه کتاب‌هایی قابل دریافت است؟
برای دریافت این گواهی، مهم‌ترین معیار اعتبار ناشر است که بر اساس تعداد دفعاتی که انتشارات ناشر در مقالات و مجامع بین‌المللی مرتبط با مستندات آن‌ها فهرست شده‌اند، ارزیابی می‌شود. تعداد بالای فهرست‌بندی‌ها به طور قابل توجهی شانس دریافت گواهی را افزایش می‌دهد. صرفاً چاپ یک کتاب و دریافت شابک به طور خودکار منجر به صدور گواهی از طرف isbn-international.com نخواهد شد، زیرا این سایت از یک فرآیند بررسی بسیار سختگیرانه استفاده می‌کند.
سابقه نویسنده معیار مهم بعدی است. هنگامی که ناشر سابقه مستندسازی قوی داشته باشد، احتمال صدور گواهی افزایش می‌یابد. با این حال، توجه به این نکته مهم است که دریافت گواهی تضمین‌شده نیست.

## تاریخچه
شماره شناسایی کتاب‌ها در ابتدا دارای ۹ رقم بوده که کتاب‌فروشی‌های انگلیس برای فروش کتاب‌هایشان و همچنین برای جلوگیری از گردش اضافه و کنترل راحت‌ترِ موجودی، آن را به‌کار می‌بردند. بعداً این کد زیر نظر سازمان بین‌المللی استانداردسازی به ده رقم و سپس سیزده رقم افزایش یافت تا در سطح جهانی قابل کاربرد شود. این استاندارد تحت نام ایزو ۲۱۰۸ در سال ۱۹۷۰ (نه‌رقمی)، در ۱۹۹۷ (ده‌رقمی)، و پس از سال ۲۰۰۷ به‌صورت سیزده‌رقمی عرضه شده است.
ایران در سال ۱۳۷۲ به عضویت سازمان بین‌المللی شابک درآمد و در سال ۱۳۷۵ نیز در جلسه هیئت دولت تصویب شد که هیچ کتابی بدون شابک منتشر نشود. نمایندگی شابک در ایران توسط وزارت ارشاد به خانه کتاب داده شده است و این مؤسسه مسئولیت اعطای شابک به کتاب‌ها را بر عهده دارد. همچنین تاکنون سه کد شابک برای ایران اختصاص داده شده است که این سه عدد شامل ۹۶۴ و ۶۰۰ و ۶۲۲ می‌باشند.

## ساختار شابک

قسمت‌های تشکیل‌دهندهٔ یک شابک ۱۰ رقمی (بالا) و ۱۳ رقمی (پایین). شابک سیزده رقمی همچنین به صورت بارکد نشان داده شده است. در تصویر قسمت‌هایی از دو شابک که با هم مرتبط هستند مشخص شده‌اند. کد سه‌رقمی که با نام EAN مشخص شده، یک کد جی‌اس۱ است. رقم آخر شابک، عدد کنترل آن است که برای شابک‌های ده و سیزده‌رقمی متفاوت است.

هر ویراست از یک کتاب دارای شمارهٔ شابک خاص خود است؛ مثلاً اگر کتابی هم به صورت الکترونیکی، هم با جلد نرم و هم با جلد سخت منتشر شود هر کدام از این‌ها شابک متفاوتی دارد. شابک‌هایی که تا قبل از ۱ ژانویه ۲۰۰۷ تعیین شده باشند دارای ۱۰ رقم هستند و شابک‌های بعد از آن تاریخ دارای ۱۳ رقم. شابک‌های ده‌رقمی دارای چهار بخش هستند و شابک‌های سیزده‌رقمی دارای پنج بخش:
1. اگر شابک سیزده‌رقمی باشد، یک پیشوند سه‌رقمی دارد که در واقع یک کد جی‌اس۱ است. پیشوندهایی که تا به حال استفاده شده‌اند عبارتند از ۹۷۸ و ۹۷۹.
2. رقم‌های بعدی کدی هستند برای اشاره به یک منطقهٔ زبانی، یا یک کشور. به این کد «شناسهٔ گروه ثبتی» گفته می‌شود.
3. رقم‌های بعدی کدی هستند برای انتشاراتی که کتاب را منتشر کرده است.
4. رقم‌های بعدی کدی هستند برای آن ویراست به خصوص از آن کتاب خاص.
5. رقم آخر یک عدد کنترل یا سرجمع است که به کمک آن می‌توان صحت شابک مورد نظر را بررسی کرد.

در نگارش شابک‌ها متداول است که بخش‌های بالا را با خط تیره از هم جدا کنند؛ مثلاً شابک ۹۷۸۸۱۷۵۲۵۷۶۶۵ به صورت ‎۹۷۸-۸۱-۷۵۲۵-۷۶۶-۵ نوشته می‌شود. تعیین محل خط تیره کار آسانی نیست چرا که بخش‌های مختلف شابک (به جز پیشوند سه‌رقمی در ابتدا و عدد کنترل تک‌رقمی در انتها) تعداد ارقامشان ثابت نیست.

### تعیین شابک
تعیین شابک برای هر کتاب، توسط نمایندهٔ سازمان شابک در کشور یا منطقه‌ای که کتاب در آن منتشر شده انجام می‌شود. شمارهٔ شابک بر اساس محل چاپ مشخص می‌شود، نه بر اساس زبانی که کتاب در آن منتشر شده است. در برخی کشورها نظیر ایالات متحده و انگلستان، سازمانی که شابک‌ها را تعیین می‌کند دولتی نیست، در نتیجه تعیین شابک برای ناشر هزینه دارد. اما در ایران این کار به عهده ناشر می‌باشد و مؤلف جهت اخذ آن بایستی به ناشرین ذیربط مراجعه کند.

### شناسه گروه ثبتی
شناسهٔ گروه ثبتی، عددی است یک تا پنج‌رقمی که مشخص‌کنندهٔ یک کشور یا یک منطقهٔ زبانی است. در شابک‌هایی که پیشوند ۹۷۸ دارند، چند شناسهٔ گروه ثبتی یک‌رقمی وجود دارند: صفر یا یک برای کشورهای انگلیسی‌زبان، ۲ برای کشورهای فرانسوی‌زبان، ۳ برای کشورهای آلمانی‌زبان، ۴ برای ژاپن، ۵ برای کشورهای روسزبان، و ۷ برای چین به کار می‌روند.
مثالی از یک شناسهٔ گروه ثبتی پنج‌رقمی عبارت است از ۹۹۹۳۶ که برای کشور بوتان به کار می‌رود. معمولاً هر چه زبانی رواج کمتری در جهان داشته باشد، شناسهٔ مربوط به آن منطقهٔ زبان تعداد ارقام بیشتری دارد.

### کد ناشر
هر منطقهٔ زبانی، برای هر ناشر یک کد تعیین می‌کند و این ناشر در زیر مجموعه‌های آن کد کتاب‌هایش را شماره‌گذاری می‌کند. در اکثر کشورها، تعیین شابک برای کتاب‌ها الزامی نیست اما بیشتر ناشران فقط کتاب‌هایی که شابک دارند را به فروش می‌رسانند. در کل مجموعهٔ شابک‌ها، بیش از ۹۰۰٬۰۰۰ ناشر تا کنون پوشش داده شده‌اند. در ایران کد ناشر سه رقمی است که بعد از یک دوره که شابک‌های آن ناشر تمدید می‌شود ان کد ناشر هم عوض می‌شود.

## عدد کنترل
عدد کنترل در انتهای شابک قرار دارد و با استفاده از آن می‌توان از درستی شابک اطمینان حاصل کرد. روش محاسبهٔ عدد کنترل برای شابک ده‌رقمی و سیزده‌رقمی تفاوت دارد. در شابک ده‌رقمی، عدد کنترل در مبنای ۱۱ است و بین ۰ تا ۹ یا X (برابر ۱۰) تغییر می‌کند. در شابک سیزده‌رقمی این رقم بر مبنای ۱۰ است و فقط بین ۰ تا ۹ تغییر می‌کند.

### عدد کنترل شابک ده‌رقمی
این عدد بین ۰ تا ۱۰ تغییر می‌کند (۱۰ با X نشان داده می‌شود). این عدد چنان انتخاب می‌شود که اگر هر یک از ارقام شابک از چپ به راست در وزنی که از ۱۰ تا ۱ به‌ترتیب برای هریک از آن‌ها در نظر گرفته می‌شود ضرب شوند، حاصل جمع این مضرب‌ها به ۱۱ بخش‌پذیر باشد. برای نمونه، شابک ‎۰-۳۰۶-۴۰۶۱۵-۲ یک شابک معتبر است چرا که حاصل جمعی که به روش یادشده محاسبه می‌شود برابر است با ۱۳۲، که به ۱۱ بخش‌پذیر است:
{\displaystyle {\begin{aligned}s&=(0\times 10)+(3\times 9)+(0\times 8)+(6\times 7)+(4\times 6)+(0\times 5)+(6\times 4)+(1\times 3)+(5\times 2)+(2\times 1)\\&=0+27+0+42+24+0+24+3+10+2\\&=132=12\times 11\end{aligned}}}
رایج‌ترین اشتباه در وارد کردن شابک‌ها آن است که یک رقم پس و پیش شود یا یکی از ارقام کلاً اشتباه نوشته شود. اثبات ریاضی وجود دارد که نشان می‌دهد که در مجموعهٔ تمام شابک‌های ده‌رقمی معتبر، هیچ کدامشان کمتر از دو رقم متفاوت با هم ندارند؛ بنابراین اگر اشتباه در یکی از ارقام رخ بدهد، محصول کار قطعاً یک شابک نامعتبر خواهد بود و این امر با استفاده از عدد کنترل قابل تشخیص خواهد بود.

### عدد کنترل شابک سیزده‌رقمی
این عدد بین ۰ تا ۹ تغییر می‌کند و چنان انتخاب می‌شود که اگر هر یک از ارقام شابک از چپ به راست، در وزنی که به‌طور یک‌درمیان ۱ یا ۳ است ضرب‌شوند، حاصل جمع این مضرب‌ها به ۱۰ بخش‌پذیر است. مضرب نخستین رقم از سمت چپ و نخستین رقم از سمت راست همواره ۱ است. برای نمونه، شابک ‎۹۷۸-۰-۳۰۶-۴۰۶۱۵-۷ یک شابک معتبر است چرا که حاصل جمعی که به روش یادشده محاسبه می‌شود برابر است با ۱۰۰ که به ۱۰ بخش‌پذیر است:
{\displaystyle {\begin{aligned}s&=(9\times 1)+(7\times 3)+(8\times 1)+(0\times 3)+(3\times 1)+(0\times 3)+(6\times 1)+(4\times 3)+(0\times 1)+(6\times 3)+(1\times 1)+(5\times 3)+(7\times 1)\\&=9+21+8+0+3+0+6+12+0+18+1+15+7\\&=100=10\times 10\end{aligned}}}

### تبدیل شابک ده‌رقمی به سیزده‌رقمی
این تبدیل به راحتی قابل انجام است. کافی است که پیشوند ۹۷۸ قبل از نه رقم ابتدایی شابک ده‌رقمی اضافه شود، سپس عدد کنترل برای شابک سیزده‌رقمی از نو محاسبه شود. ناشران می‌توانند از طریق سایت خانه شابک ایران نیز این تغییر را اعمال کنند و شابک ۱۳ رقمی خود را به‌دست بیاورند.